# Im fernen Westen
Im fernen Westen ist sowohl Titel einer May-Erzählung als auch Titel der ersten Buchausgabe Mays, in der dieser Text gemeinsam mit einem Text von Karl Friedrich von Wickede veröffentlicht wurde. Er gehört in die Reihe der frühen Abenteuererzählungen Karl Mays.

## Erzählung
1879 arbeitete Karl May die bereits im Deutschen Familienblatt erschienene Erzählung Old Firehand für die Veröffentlichung in einem Jugendbuch um.
Aus dem jungen Mädchen Ellen, in das sich der Ich-Erzähler (hier noch nicht Old Shatterhand) verliebt, machte May den Knaben Harry. Allerdings gelang es May nicht, alle Hinweise auf die Liebesgeschichte auszumerzen, weshalb die bearbeitete Fassung stellenweise etwas befremdlich wirkt.
1893 arbeitete May diesen Text (und nicht die Erstfassung Old Firehand) in die Buchausgabe von Winnetou II ein.

## Die erste Buchausgabe
Die bearbeitete Fassung erhielt den Titel Im fernen Westen und wurde in dem Band Im fernen Westen. Zwei Erzählungen aus dem Indianerleben für die Jugend von Carl May und Fr. C. von Wickede 1879 im Verlag Franz Neugebauer als erste offizielle Buchausgabe eines May-Textes veröffentlicht.
1885 erschien – ohne Mays Wissen – eine „verbesserte“ Zweitausgabe.
Ab 1889 erschien das Buch unter dem Titel Jenseits der Felsengebirge im Verlag Robert Bardtenschlager, der den Verlag Franz Neugebauer übernommen hatte.